# Pseudepipona vicina
Pseudepipona vicina är en stekelart som beskrevs av Gusenleitner 1972. Pseudepipona vicina ingår i släktet Pseudepipona och familjen Eumenidae. Inga underarter finns listade i Catalogue of Life.